# Thomas Welz

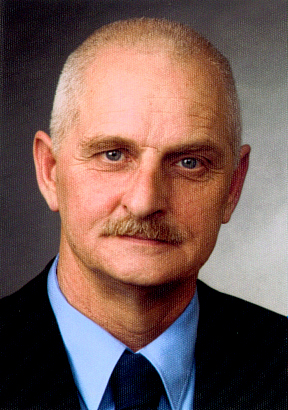
Thomas Welz 2012

Thomas Welz (* 2. Januar 1957 in Bad Berka) war aktiv in der DDR-Oppositionsbewegung.

## Leben
Thomas Welz, geb. Berndt, wurde im Januar 1957 in Bad Berka geboren und wuchs in Berlin-Altglienicke auf.

### In der DDR
Während seines Militärdienstes in der Nationalen Volksarmee (NVA) wurde Thomas Welz im Oktober 1978 für mehrere Monate im DDR-Militärgefängnis in Schwedt (Oder) inhaftiert.
Als Leiter des „Arbeitskreises Information“ war er zusammen mit Rainer Eppelmann Herausgeber und Autor mehrerer illegaler Samisdat-Publikationen des Friedenskreises der  Samaritergemeinde in Berlin-Friedrichshain, die zum Sprachrohr der DDR-Bürgerrechtsbewegung wurden, darunter „Schalom“, „Wegzehrung“ und „Wendezeit“, eine der ersten Publikationen, in denen der Begriff „Wende“ gebraucht wurde. Unterlagen des Friedenskreises der Samariterkirche hat Welz zusammen mit persönlichen Dokumenten dem Archiv der Bundesstiftung zur Aufarbeitung der SED-Diktatur übergeben, wo sie derzeit archivarisch aufbereitet werden. Welz, aktiv in verschiedenen Initiativ- und Ad-hoc-Gruppen der Opposition und Friedensbewegung, war 1989 Mitbegründer der oppositionellen Partei Demokratischer Aufbruch.

### Nach der deutschen Wiedervereinigung
Nach der Wiedervereinigung 1990 war er zunächst für die SPD, später in der Unabhängigen Bürgerfraktion Friedrichshain (UBF) in der Bezirksverordnetenversammlung von Berlin-Friedrichshain. Er arbeitete als Geschäftsführer und Bildungsreferent des „Märkischen Arbeitnehmer Bildungs- und Beratungswerkes“ in Potsdam, das im Jahr 1997 aus finanziellen Gründen aufgelöst wurde. Thomas Welz ist außerdem als Zeitzeuge der Wiedervereinigung am Zeitzeugenportal „20 Jahre Friedliche Revolution und Deutsche Einheit“ aktiv beteiligt. Als Mitglied des Vereins „DDR-Militärgefängnis Schwedt“ ist er aktiv in der Erinnerung und Aufarbeitung der Geschichte des DDR-Militärgefängnisses Schwedt. Er lebt in Berlin.